# Mensa dei bambini proletari
La Mensa dei bambini proletari era un istituto popolare, fondato nel 1972 a Napoli da un gruppo di attivisti legati a Lotta Continua.
Aveva sede nel quartiere Avvocata, scelto come “zona di mezzo” tra il Vomero e i Quartieri spagnoli o Forcella, dove la presenza criminale era particolarmente forte. La mensa forniva ai bambini più poveri pasti caldi e laboratori pedagogici e attirò l'attenzione di intellettuali e artisti come Carlo Cecchi, Luigi Comencini, Goffredo Fofi, Elsa Morante e Fabrizia Ramondino.
La mensa chiuse all'inizio degli anni 1980.